# Emballonura atrata
Emballonura atrata är en fladdermusart som beskrevs av Peters 1874. Emballonura atrata ingår i släktet Emballonura och familjen frisvansade fladdermöss. IUCN kategoriserar arten globalt som livskraftig. Inga underarter finns listade i Catalogue of Life.
Arten blir med svans 50 till 60 mm lång och svanslängden är 14 till 21 mm. Emballonura atrata har 35 till 41 mm långa underarmar, 13 till 15 mm långa öron, 6 till 8 mm långa bakfötter och en vikt av 3,5 till 5,0 g. Pälsen har huvudsakligen en svartaktig färg. Huvudet kännetecknas av ganska stora avrundade öron och av en något uppåt riktad nos. När fladdermusen vilar kan den vika vingarnas spets bakåt.
Denna fladdermus förekommer på östra Madagaskar. Den vistas i låglandet och i kulliga områden upp till 900 meter över havet. Habitatet utgörs av fuktiga skogar.
Individerna vilar i grottor och bergssprickor. Där bildas flockar som sällan har fler än 20 medlemmar. Emballonura atrata jagar med hjälp av ekolokalisering.